# La P'tite d'en bas
Pour plus de détails, voir Fiche technique et Distribution.
La P'tite d'en bas (The Girl Downstairs) est un film américain réalisé par Norman Taurog, sorti en 1938.

## Synopsis
Le riche playboy Paul Wagner veut faire l'amour avec Rosalind Brown mais son père ne le permet pas, alors Paul utilise une femme de chambre pour avoir accès à Rosalind, mais la femme de chambre tombe amoureuse de lui.

## Fiche technique
- Titre : The Girl Downstairs
- Réalisation : Norman Taurog
- Scénario : Károly Nóti, Felix Jackson, Harold Goldman et Sándor Hunyady
- Direction artistique : Cedric Gibbons
- Décors : Edwin B. Willis
- Photographie : Clyde De Vinna
- Montage : Elmo Veron
- Musique : William Axt
- Société de production : Metro-Goldwyn-Mayer
- Pays d'origine : États-Unis
- Format : Noir et blanc - 1,37:1 - Mono
- Genre : comédie
- Date de sortie : 1938

## Distribution
- Franciska Gaal : Katerina Linz
- Franchot Tone : Paul Wagner
- Walter Connolly : Mr. Brown
- Reginald Gardiner : Willie
- Rita Johnson : Rosalind Brown
- Reginald Owen : Charlie Grump
- Franklin Pangborn : Adolf Pumpfel
- Robert Coote : Karl, le boucher de Paul
- Barnett Parker : Hugo, le boucher
- Billy Gilbert : le propriétaire du garage